# لانگونیو
لانگونیو (به انگلیسی: Llangynyw) یک منطقهٔ مسکونی در بریتانیا است که در پویس واقع شده‌است. لانگونیو ۵۸۲ نفر جمعیت دارد.